# Allotinus subviolaceus
Allotinus subviolaceus är en fjärilsart som beskrevs av Felder 1865. Allotinus subviolaceus ingår i släktet Allotinus och familjen juvelvingar. Inga underarter finns listade i Catalogue of Life.

## Bildgalleri

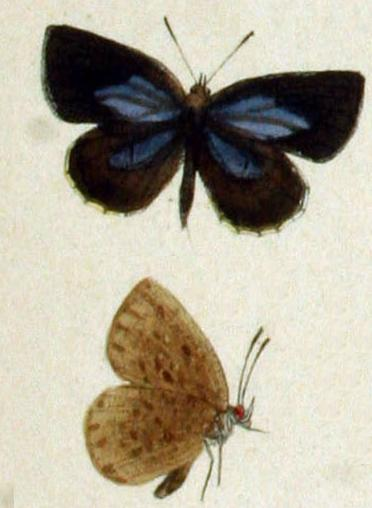
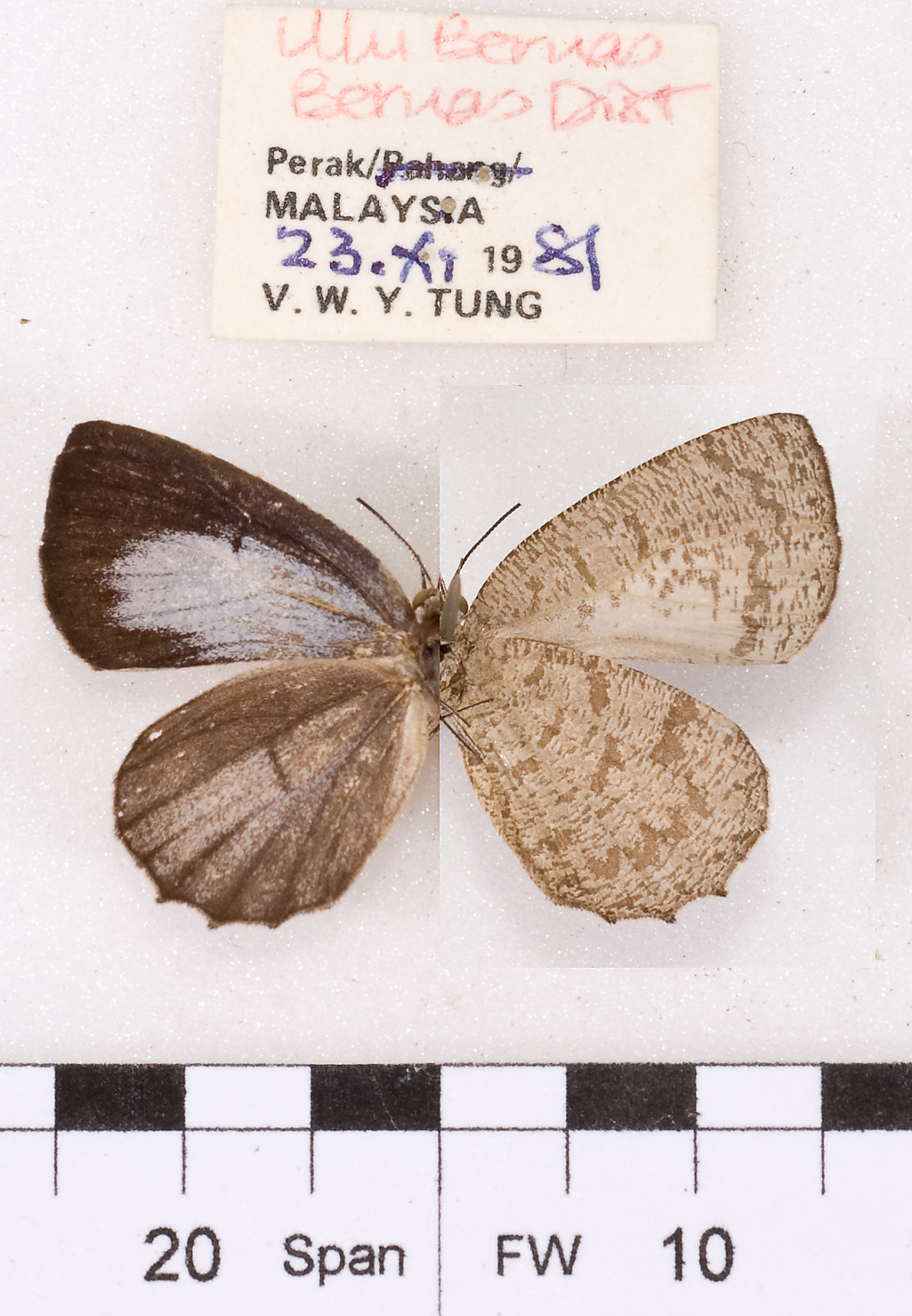
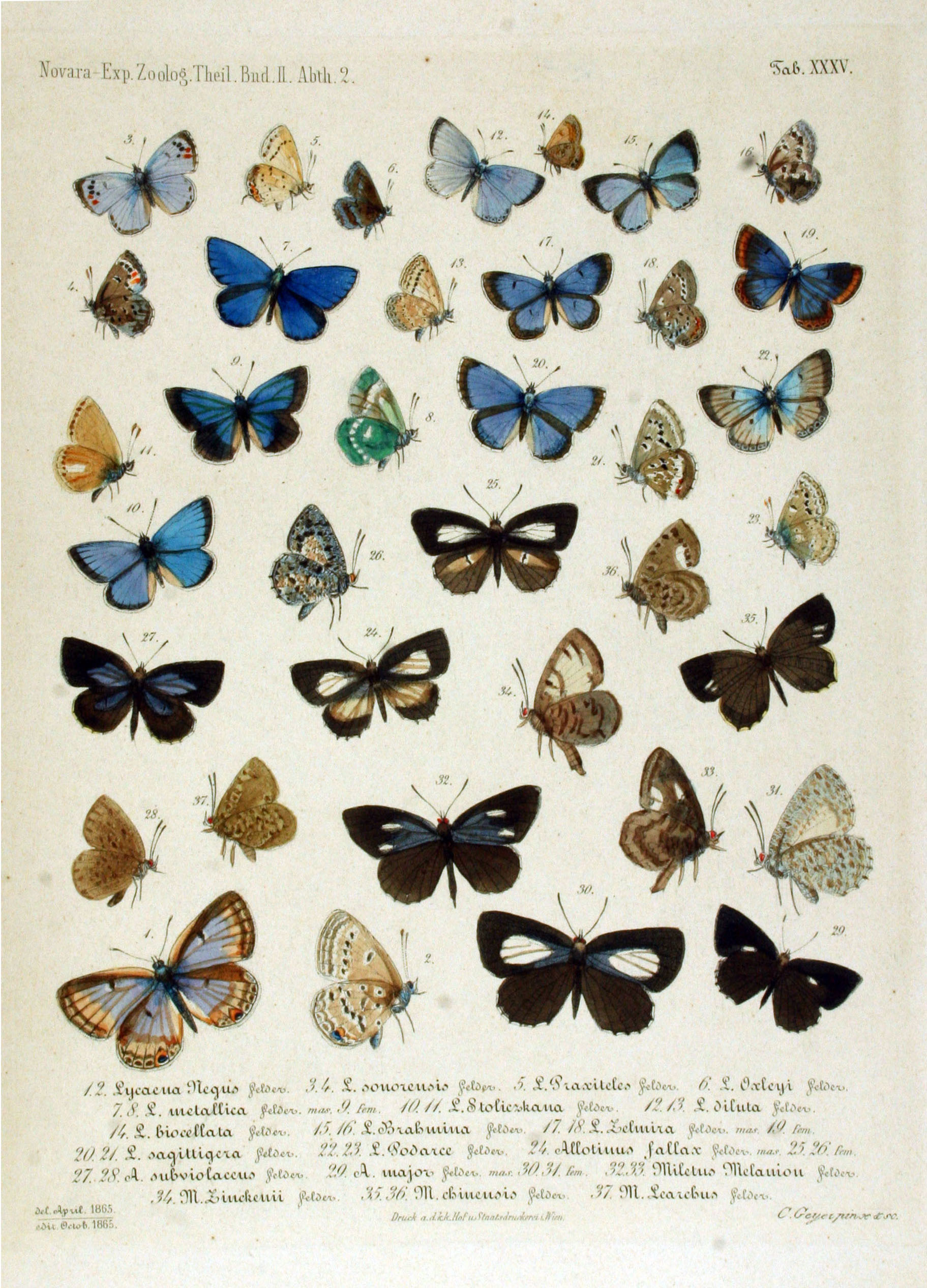